# Edward Ungeheuer

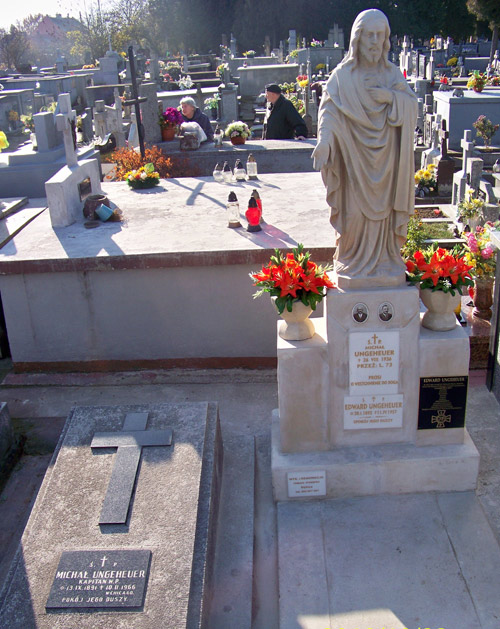
Nagrobek Edwarda Ungeheuera

Edward Ungeheuer (ur. 20 stycznia 1895 w Rzeszowie, zm. 11 kwietnia 1957 w Dębicy) – żołnierz Legionów Polskich, kawaler Krzyża Niepodległości, zasłużony pracownik PKP.

## Życiorys
Urodził się 20 stycznia 1895 w rodzinie Michała i Agnieszki z domu Kluz . Pochodził z wielodzietnej rodziny. Miał trzy siostry (Marianna, Eugenia i Helena) oraz trzech braci (Adam, Bronisław i Michał). Starszy z braci – Michał (ur. 13 września 1891) był kapitanem intendentem Wojska Polskiego. W czasie kampanii wrześniowej walczył jako oficer płatnik 4 Pułku Piechoty Legionów. Dostał się do niemieckiej niewoli. Przebywał w Oflagu Murnau VII A.
Edward po ukończeniu drugiej klasy gimnazjum podjął praktykę ślusarską. Od roku 1912 był członkiem Polowej Drużyny Sokolej w Dębicy. 16 sierpnia 1914 roku wstąpił do Legionów Polskich. Służy w 2 baterii artylerii II Brygady (d-ca por. Wiktor Gosiewski), następnie w 1 pułku artylerii (d-ca kpt. Jan Maciej Bold). Brał udział w bitwach o Kirkibabe, Mamajestie, Rarańczę, Rokitnę, Ryngacz, Dinancy, Lissowo i wiele innych. W trakcie przebijania się Brygady w bitwie  pod Rarańczą 15 lutego, zostaje pojmany w Sadogórze i internowany w Huszt, następnie przeniesiony do obozu Szeklencze.
Po zwolnieniu z obozu 18 grudnia 1918 roku podjął pracę w PKP przy obsłudze kotłów parowych. Po upływie lat awansuje kończąc na stanowisku dyspozytora parowozowni w Dębicy.
Miał dwoje dzieci - Jadwigę i Adama.

## Ordery i odznaczenia
- Krzyż Niepodległości – 19 grudnia 1933 „za pracę w dziele odzyskania niepodległości”[4]
- Brązowy Krzyż Zasługi – 24 października 1938 „za zasługi w służbie kolejowej”[5]
- Medal Dziesięciolecia Odzyskanej Niepodległości[6]
- Krzyż Legionowy